# ゾンビヒロインと悪人面のハゲ
『ゾンビヒロインと悪人面のハゲ』（ゾンビヒロインとあくにんづらのハゲ）は、なむる。による日本の漫画作品。
2018年8月9日以降のニコニコ漫画やTwitter、pixivなどにおける創作漫画の投稿を契機に、竹書房のウェブコミック配信サイト『ストーリアダッシュ』にて2019年8月16日から公式連載を開始した。

## あらすじ
異世界転生した悪人面でハゲのシンタローは、死者の王に囚われの身だったゾンビヒロインのエリザを救出した。それから共に各地を巡る旅に出たものの、その身なりにより町人に怪しまれる。しかし、エリザのフォローもあり難所を切り抜ける。やがて、二人は互いに愛し合う仲に発展していく。

## 登場人物
矢張慎太郎（やはり しんたろう）
本作の主人公。略称は「シンタロー」。チート能力を保有して異世界に転生した悪人面のハゲ。死者の王を討伐し、300年間の囚われの身だったエリザを救出した。エリザの最期を見送ろうとしたものの変化が無かったため、エリザと共に旅に出た。
エリザベート・デレ・オーリン
略称は「エリザ」。死者の王により体の成長を止められ、300年間も囚われの身を過ごした。シンタローにより救出された際、魔王の魔法が解けて土に還ると思っていたものの全く変化が起きなかったため、シンタローと共に旅に出た。積極的にシンタローをからかうが、それに気づかないシンタローが純粋に返答するために自ら照れてしまう。

## 書誌情報
- なむる。『ゾンビヒロインと悪人面のハゲ』 竹書房〈バンブー・コミックス〉、全3巻
  1. 2020年10月30日発売[7]、ISBN 978-4-8019-7104-2
  2. 2022年7月7日発売[8]、ISBN 978-4-8019-7694-8
  3. 2024年5月7日発売[9]、ISBN 978-4-8019-8320-5